# Ésquines Socrático
Ésquines Socrático (em grego clássico: Αἰσχίνης Σωκρατικός; em latim: Aeschines Socraticus) ou Ésquines de Esfeto (em grego clássico: Αἰσχίνης Σφήττιος), c. 425 – c. 350 a.C., filho de Lisânias, do demo de Esfeto, em Atenas, foi em sua juventude um seguidor de Sócrates. Os historiadores chamam-no de Ésquines Socrático para diferenciá-lo do orador ateniense historicamente mais influente também chamado Ésquines.

## Biografia
De acordo com Platão, Ésquines de Esfeto esteve presente no julgamento e execução de Sócrates. Sabe-se que após a morte de Sócrates, Ésquines passou a escrever diálogos filosóficos, assim como fazia Platão, nos quais Sócrates era o orador principal. Embora os diálogos de Ésquines tenham sobrevivido apenas como fragmentos e citações de escritores antigos, ele era renomado na antiguidade por sua descrição exata das conversas socráticas. De acordo com John Burnet, o estilo de Ésquines de apresentar o diálogo socrático era mais próximo ao de Platão do que o de Xenofonte. (Alguns estudiosos modernos acreditam que os escritos de Xenofonte são inspirados, quase que inteiramente, por Platão e/ou pela influência de outros socráticos, tais como Antístenes e Hermógenes).
Originário do demo ático de Esfeto — cujos habitantes eram conhecidos pela causticidade — Ésquines era filho de um açougueiro chamado Lisânias ou, segundo outras fontes, Charinos, Platão, Apologia de Sócrates, XXII, dá o nome de Lisânias; esta origem muito modesta e a pobreza contra a qual lutou ao longo da vida, muitas vezes o desprezaram. Ele e seu pai eram amigos íntimos de Sócrates, a quem o jovem se apegou e de quem nunca deixou. Ésquines também seguiu as lições de Górgias, que ele mais tarde imitou,
Tendo atingido a idade adulta, ensinou retórica para garantir a sua subsistência: segundo o tratado Sobre os Socráticos de Idomeneu de Lâmpsaco, teria sido Sócrates, o primeiro a fazê-lo, mas a questão é debatida; segundo Idomeneu de Lâmpsaco, foi Ésquines, e não Críton, quem aconselhou Sócrates a fugir de sua prisão, ao contrário do que diz Fédon, onde Platão, por inimizade pessoal, teria ocultado o papel desempenhado por Ésquines. Ésquines compôs Diálogos, que talvez fossem todos do tipo socrático; segundo Idomeneu de Lâmpsaco e Menedemo de Erétria, a partir de conversas de Sócrates relatadas por Xântipe, com quem, após a morte de seu marido, Ésquines teria mantido um relacionamento e com quem ele teria se casado. Este recurso às memórias de uma viúva levou alguns a dizerem que ele se apropriara das palavras de Sócrates: foi assim que o censurou, caluniosamente segundo Diógenes Laércio, Menedemo de Erétria. Este último, ou pelo menos seu círculo, teria mesmo afirmado que Xântipe deu a seu novo marido escritos (syggrammata) de Sócrates, o que equivale a acusar Ésquines de plágio. Ésquines era considerado caluniador, avarento e depravado. De acordo com alguns fragmentos do discurso de Lísias, ele era atrevido, caloteiro quando se tratava de pagar dívidas, e sua moral dissoluta lhe rendeu uma péssima reputação. Para desacreditar seu oponente, o reclamante do discurso Contra Ésquines, o Socrático acusa-o, entre outras coisas, de ter seduzido a esposa de um cidadão para monopolizar sua fortuna e acrescenta: "Sempre que ele empresta um eranos, ele não paga na data de vencimento: com ele, é dinheiro jogado na rua".
Ésquines viveu por vários anos no exílio na corte de Dionísio II em Siracusa; lá permaneceu até o final de seu reinado. Retornou por volta de 356 a.C., a Atenas, onde ensinou retórica, não por meio de cursos, mas de palestras pagas, imitando Aristipo, o Jovem, o primeiro a fazê-lo. Para explicar a boa sorte de Ésquines com o tirano siciliano, duas fontes são contraditórias: Diógenes Laércio afirma que se deve à intervenção de Aristipo, o Jovem, que o apresentou a Dionísio II, enquanto Platão o tratou com o maior desprezo; de acordo com Plutarco, por outro lado, era aos bons ofícios de Platão que ele devia esse favor. Plutarco relata que Ésquines, diante do tirano, leu seu Miltíades — na verdade era o Alcibíades —, e que então, vendo a aprovação de seu público, decidiu viver, como parasita, na corte de Siracusa. Nada se sabe de seus últimos anos de vida; o local e a data de sua morte são desconhecidos.

## Filosofia
De acordo com Ésquines Socrático, sua capacidade de ser útil aos homens não é uma arte; Sócrates pode tornar melhores aqueles que se unem, a ele, pelo único sentimento de amor.

## Obras
Desde a Antiguidade, discute-se a autenticidade das obras atribuídas a Ésquines de Esfeto: Perístrato de Éfeso negou ao nosso autor a autoria dos chamados diálogos “acéfalos”. O estoico Perseu de Cítio estudou os textos homônimos de Antístenes e Ésquines a fim de classificar os escritos autênticos, identificando as falsificações devidas a Pasifonte de Erétria. Diógenes Laércio enumera sete títulos de diálogos que os estudiosos atribuíram a Ésquines com certeza. De todas essas obras, apenas fragmentos escassos permanecem. Até onde se pode julgar, essas peças parecem dar um reflexo fiel do método socrático, bem como da elegância ática.
O Alcibíades de Ésquines está parcialmente preservado em um papiro de Oxirrinco publicado em 1916. É uma conversa entre Sócrates e Alcibíades: este último se sente superior a seus contemporâneos e aos grandes políticos do passado. Durante a conversa, Sócrates o leva à conclusão de que grandes vantagens não dependem de talentos inatos, mas de habilidades que se aprende com o tempo. Alcibíades fica consternado, começa a chorar, deita a cabeça no colo de Sócrates e diz que não é diferente de seus concidadãos. Ele, portanto, pede a Sócrates que o ajude a alcançar a excelência. Cícero cita em seu Aspásia, um diálogo socrático que trata da misoginia e da igualdade de gênero: Aspásia de Mileto fala com Xenofonte e sua esposa e dá palestras a este mostrando sua frivolidade. Em seu Alcibíades, ele diz de Temístocles que ele só poderia decidir sobre grandes esperanças de salvação para os atenienses.
O diálogo Cálias expõe uma disputa entre Cálias e seu pai, zomba dos sofistas Pródico e Anaxágoras e condena o uso que Cálias fez de sua fortuna.
Em seu diálogo intitulado Telauges, Ésquines zomba das roupas do pitagórico Telauges e critica, entre outras coisas, seu próprio colega de classe, Critóbulo, filho de Críton de Atenas, de cuja grosseria e sujeira ele culpa; e lemos que Telauges pagava meio óbolo todos os dias ao trabalhador que amassava e golpeava os tecidos, banhando-os em água com adição de substâncias diversas, para os sentir, amaciar, impermeabilizar e garantir o acabamento pelas roupas que vestia, que se cingia com uma pele enfeitada o cabelo e calçava sandálias com tiras de esparto podre.
Em seu Axíoco, Ésquines censura Alcibíades por sua embriaguez e sua paixão desenfreada pelas esposas dos outros.
Dos Milcíades, dois fragmentos foram preservados. Louis-André Dorion considera que sua semelhança com uma passagem do Livro IV dos Memoráveis de Xenofonte é grande demais para ser acidental: as coincidências lexicais traem a imitação. Plutarco relata um fragmento de Ésquines em que vemos Ischomaque, discípulo de Sócrates: é ele quem convence Aristipo a se tornar também aluno de Sócrates.

## História
Segundo Ésquines, Lísico, general e estratego ateniense e secretário dos tesoureiros da deusa Atena, viveu, após a morte de Péricles, com Aspásia de Mileto, que lhe deu um filho e a quem deveu sua ascensão política.

## Diálogos socráticos
De acordo com Diógenes Laércio, Ésquines escreveu sete diálogos socráticos:
- Alcibíades (não deve ser confundido com o diálogo platônico de mesmo nome);
- Aspásia;
- Axíoco (não deve ser confundido com o diálogo de mesmo nome erroneamente incluído na coleção de escritos platônicos);
- Cálias;
- Milcíades;
- Rhinon;
- Telauges.

Destes, temos mais informações sobre Alcibíades e Aspásia, e apenas um pouco sobre os outros. A Suda, uma enciclopédia bizantina compilada uma dúzia de séculos depois, atribui a Ésquines várias outras obras chamadas de "acéfalas" (akephaloi): Phaidon, Polyainos, Drakon, Eryxias, Da Excelência, Erasistratoi, e Os Skythikoi. Poucos estudiosos modernos acreditam que essas outras obras foram escritas por Ésquines.

## Edição de fragmentos,testimoniae traduções
- KRAUSS, H. Aeschinis Socratici reliquiae. Edidit et commentario instruxit Heinrich Krauss. Leipzig, B.G. Teubner, 1911 (X-124 p.).
- CARVALHAR, Carlos. Tradução contextualizada dos fragmentos do diálogo Alcibíades de Ésquines de Esfeto, o Socrático. TCC - Bacharel Grego e Latim, Salvador: UFBA. 2023.
- MÁRSICO, Claudia. Socráticos. Testimonios y Fragmentos. Antístenes, Fedón, Esquines y Simón. Buenos Aires: Losada, 2014. v. 2
- PENTASSUGLIO, Francesca. Eschine di Sfetto. Tutte le testimonianze. Turnhout: Brepols, 2017.
- DITTMAR, Heinrich. Aischines von Sphettos. Studien zur Literaturgeschichte der Sokratiker. New York: Arno Press, 1976.
- GIANNANTONI, Gabriele. Socratis et Socraticorum reliquiae. Napoli: Bibliopolis, 1990b. v. 2

## Estudos
- Heinrich Dittmar, Aischines von Sphettos. Studien zur Literaturgeschichte der Sokratiker. Untersuchungen und Fragmente. Hildesheim, Weidmann, 2001² (= Philologische Untersuchungen, 21). C'est la réimpression inchangée de la première éd., Berlim, 1912 (XII-328 p.).
- Barbara Ehlers, Eine vorplatonische Deutung des sokratischen Eros: der Dialog Aspasia des Sokratikers Aischines. Munique, Beck, 1966 (= Zetemata, 41) (IV-150 p.).
- Gabriele Giannantoni, « L’Alcibiade di Eschine e la letteratura socratica su Alcibiade », dans Id. & M. Narcy (a cura di), Lezioni Socratiche. Nápoli, 1997, p. 349–373. Tradução fr.: « L’Alcibiade d'Eschine et la littérature socratique sur Alcibiade », dans Gilbert Romeyer Dherbey (dir.) & Jean-Baptiste Gourinat (éd.), Socrate et les Socratiques. Paris, J. Vrin, 2001 (= Bibliothèque d'histoire de la philosophie. Nouvelle série), pp. 289-307.
- Kurt Lampe, « Rethinking Aeschines of Sphettos », dans Ugo Zilioli (ed.), From the Socratics to the Socratic Schools. Classical Ethics, Metaphysics and Epistemology. Nova Iorque & Londres, Routledge, 2015, p. 61-81.